# Angelo Tosetti
Angelo Tosetti (Roma, prima del 1304 – prima del 7 settembre 1363) è stato un politico italiano, amico di Francesco Petrarca e uno dei destinatari del suo epistolario.

## Biografia
Nato a Roma nel primo decennio del XIV secolo, Angelo (detto anche Lello o Lelio) era figlio di Pietro Tosetti, una famiglia legata al potente clan dei Colonna. Entrato al servizio di Giacomo Colonna, vescovo di Lombez, Pietro seguì nel 1330 il suo patrono nella sua diocesi francese, ove conobbe il giovane Petrarca, anche lui al servizio della potente famiglia romana, sia il musico fiammingo Ludwig Van Kempen. Rientrato nel 1333 a Roma al seguito del vescovo Giacomo, nel 1341 Pietro Tosetti entrò al servizio di Giovanni Colonna, fratello di Giacomo che nel frattempo era scomparso. Fu testimone diretto dell'ascesa e della caduta del potente tribuno Cola di Rienzo, fautore di una politica di restaurazione di una Roma decaduta a causa dell'assenza del papa dalla sua sede vescovile. Dopo tale esperienza, Angelo Tosetti continuò a servire la causa dei Colonna compiendo ambascerie alla corte papale ad Avignone e ad adoperarsi per l'incoronazione romana di Carlo IV di Boemia, nuovo imperatore del Sacro Romano Impero. «Figura centrale della politica romana», Tosetti dovette morire prima del 7 settembre 1363, come si evince da una lettera di Petrarca all'amico Giovanni Boccaccio. 
La figura di Angelo Tosetti è divenuta celebre per essere uno dei destinatari di varie epistole col nome di Lelius, in riferimento sia alla somiglianza con il diminutivo "Lello" sia al Laelius de amicitia di Cicerone. In quest'ultimo caso si vuole sottolineare il profondo legame d'amicizia tra il Tosetti e il poeta aretino.